# Муше, Эрнест Амедей Бартелеми
Эрне́ст Амеде́й Бартелеми́ Муше́ (фр. Amédée Ernest Barthélemy Mouchez, 1821—1892) — французский астроном и морской офицер.

## Биография
В 1840—1845 гг. совершил, в качестве астронома-наблюдателя, кругосветное путешествие, впоследствии производил обширные измерительные работы на Ла-Плате и на бразильском берегу. В 1860 году Муше изучил в Англии введённую Р.Фицроем систему штормовых предостережений и ввёл её, независимо от бюллетеней о погоде Парижской обсерватории, во всех французских портовых станциях. Муше был с 1873 года членом Бюро долгот, а с 1878 года директором Парижской обсерватории. В 1884 году он основал «Bulletin Astronomique», а в 1887 году благодаря стараниям Муше французским правительством была созвана международная астрономическая конференция, которая постановила составить фотографическую карту неба при содействии 18 обсерваторий.

## Публикации
- «La photographie astronomique à l’observatoire de Paris et la carte du ciel» (Париж, 1887).

## Память
В 1935 г. Международный астрономический союз присвоил имя Эрнеста Муше кратеру на видимой стороне Луны.